# 約翰·莫洛
約翰·莫洛（法語：Yohan Mollo；1989年7月18日—）是一位法國足球運動員。在場上的位置是邊鋒。他曾效力於摩納哥足球俱樂部。